# Ingibjörg Stefánsdóttir
Ingibjörg Stefánsdóttir oder kurz: Inga (* 31. August 1972 in Reykjavík) ist eine isländische Sängerin und Schauspielerin.

## Hintergrund
Als Gewinnerin des isländischen Vorentscheids durfte sie ihr Land beim Eurovision Song Contest 1993 in Millstreet vertreten. Mit der Power-Ballade Þá veistu svarið gelangte sie auf Platz 13.
Sie war ab 1995 auch in einigen isländischen Spielfilmen als Darstellerin zu sehen.